# Rue Jeanne-Hachette (Paris)
Pour les articles homonymes, voir Rue Jeanne-Hachette.
La rue Jeanne-Hachette est une rue du 15e arrondissement de Paris.

## Situation et accès
La rue Jeanne-Hachette commence rue Lecourbe et aboutit rue Blomet. Sa longueur est de 98 m, et sa largeur de 12 m.

## Origine du nom
Elle porte le nom de Jeanne Hachette, qui défendit la ville de Beauvais assiégée par Charles le Téméraire en 1472.

## Historique

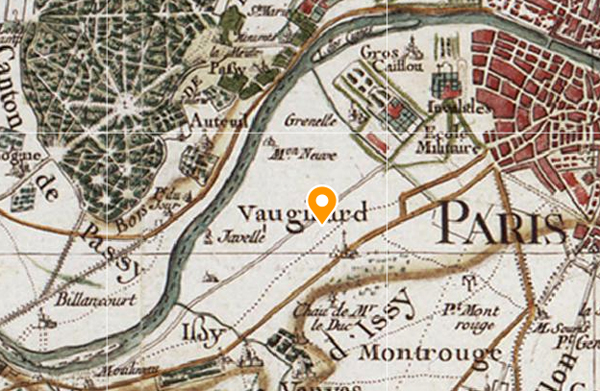
Position de la rue vers 1780 (carte de Cassini de Paris).

À la fin du XVIIIe siècle, l'emplacement de la rue actuelle se situe alors en pleine campagne près du hameau de Vaugirard, comme on peut le voir sur la carte de Cassini.
Initialement appelée « rue Fourcade », elle prend sa dénomination actuelle le 30 août 1884. Son ancien nom est encore visible, gravé dans la pierre des deux immeubles faisant l'angle de la rue "Jeanne Hachette" et de la rue Blomet, au-dessus des panonceaux "rue Jeanne Hachette". Une nouvelle "rue Fourcade" sera créée en 1905 dans le 15e arrondissement de Paris pour la remplacer.